# Pedro Sarabia
Pour les articles homonymes, voir Sarabia.
Pedro Sarabia, de son nom complet Pedro Alcides Sarabia Achucarro, est un footballeur paraguayen né le 5 juillet 1975 à Asuncion. Il évoluait au poste de défenseur.

## Biographie
International, il reçoit 47 sélections en équipe du Paraguay de 1995 à 2006. Il participe à la Coupe du monde 1998 et à la Coupe du monde 2002 avec le Paraguay.

## Carrière

### Joueur
- 1994-1996 :  Cerro Porteño
- 1996-1997 :  CA Banfield
- 1997-2002 :  CA River Plate
- 2002-2003 :  Jaguares de Chiapas
- 2003 :  Club Libertad
- 2004-2005 :  Cerro Porteño
- 2005-2012 :  Club Libertad[2],[3]

### Entraîneur
- 2013-2015 :  Club Libertad |
- 2016-2017 :  Paraguay -20 ans |
- 2017-2018 :  Deportivo Santaní |
- 2018-2019 :  Sportivo Luqueño |
- 2019- :  Deportivo Santaní

## Palmarès

### Joueur
- Championnat du Paraguay :
  - Vainqueur : 1997 (A), 1999 (A), 2000 (C), 2002 (C).
- Championnat du Paraguay :
  - Vainqueur : 1994, 2003, 2004, 2006, 2007, 2008 (A), 2008 (C), 2010 (C).
- Championnat du Paraguay D2 :
  - Vainqueur : 1992.

### Entraîneur
- Néant